# دونگ‌پیو
سون دونگ پیو (کره‌ای: 손동표؛ زادهٔ ۹ سپتامبر ۲۰۰۲) که با نام دونگ‌پیو (انگلیسی: Dongpyo) شناخته می‌شود، خواننده و بازیگر اهل کره جنوبی است. او بیشتر به خاطر حضور در برنامه رقابتی پرودوس اکس ۱۰۱ و پیوستن به گروه پسرانه اکس‌وان شناخته می‌شود که از سال ۲۰۱۹ تا ۲۰۲۰ فعالیت داشت.

## اوایل زندگی
سون دونگ پیو زادهٔ ۹ سپتامبر ۲۰۰۲ در گیونگ‌سانگ شمالی، کره جنوبی است. او از مدرسه هنر هانلیم فارغ‌التحصیل شده است.